# Viola all'inglese
Pour les articles homonymes, voir Viola.

Est appelée viola all'inglese (anglais : English violet ; a l'angloise en français), une viole de gambe, sur laquelle sont ajoutées des cordes sympathiques métalliques (jusqu'à 24), comme vibrant per consensum avec les cordes frottées, au nombre de six.
L'accord est le même que la basse de viole usuel : ré—sol—do—mi–la—ré.
Les trois tailles existantes de l'instrument sont désignées : pour le dessus, violetta, pour le ténor, viola et la basse violoncello.

## Vivaldi
Antonio Vivaldi est nommé professeur de viola all'inglese à la Pietà de Venise en août 1704. Cinq œuvres de son catalogue nécessitent l'instrument :
- Concerto pour violon et violoncello obligato all'inglese, en la majeur, RV 546 (1720-1724)
- Concerto con molti instrumenti, RV 555 (vers 1726)
- Concerto funèbre pour hautbois, RV 579 (vers 1725)
- Juditha triumphans, oratorio : Concerto de Viole all'Inglese, RV 644 (1716)
- L'incoronazione di Dario, opéra : « L'adorar beltà che piace », RV 719 (1717)

## Leopold Mozart

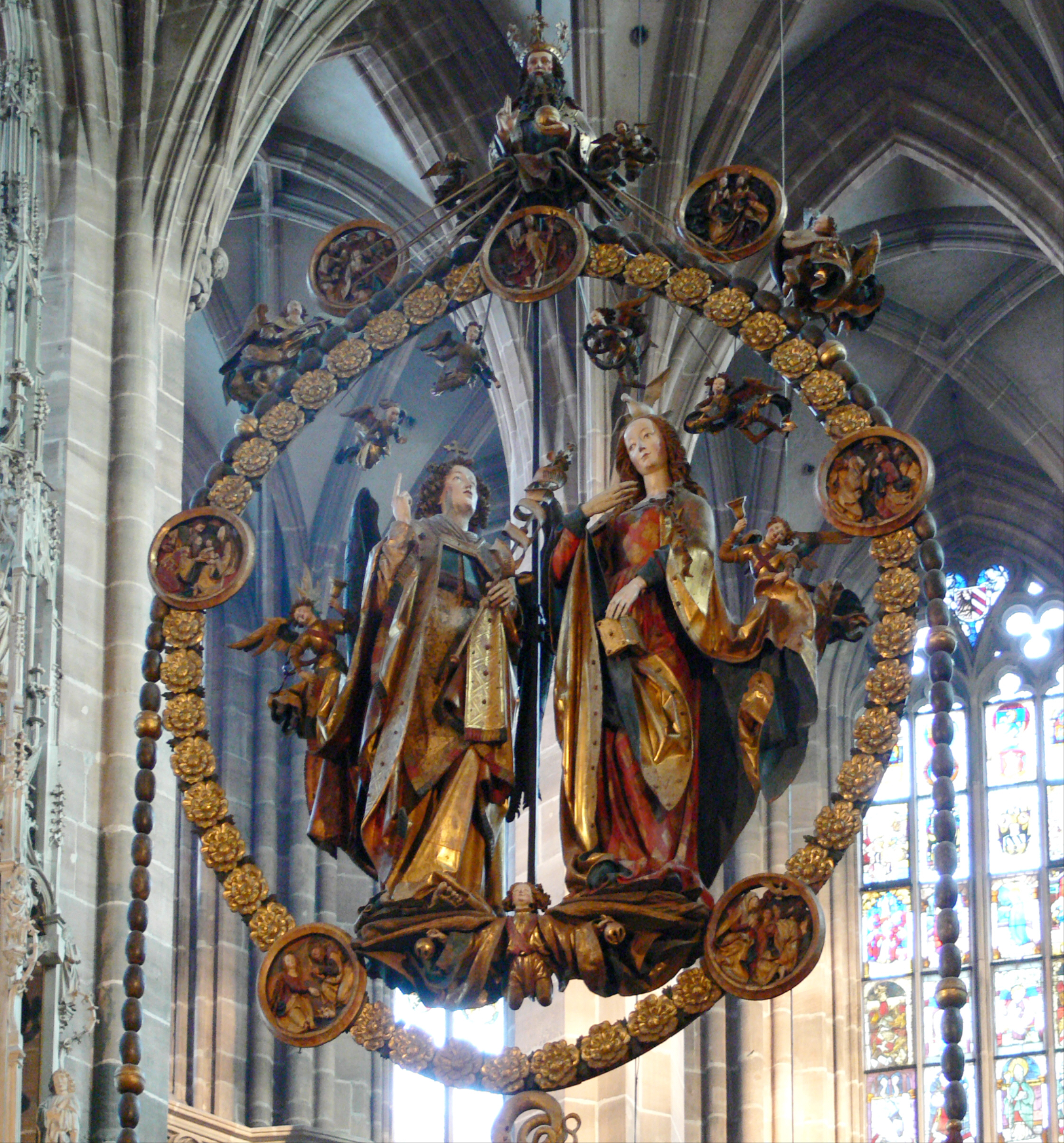
Veit Stoss : Engelsgruß de l'Église Saint-Laurent à Nuremberg.

Leopold Mozart en parle dans sa méthode de violon (1756), précisant que la viole anglaise a sept cordes en boyau et quatorze cordes de résonance en métal. Ces cordes supplémentaires qui vibrent sympathiquement rendent la viole anglaise plus sonore que l'instrument d'origine. Sur le nom lui-même, il précise que le sens all'inglese est plutôt celui d’angélique, telle la fameuse sculpture de Veit Stoss : Der englische Gruss (« le salut de l'ange, ou l'annonciation »).
Les autres compositeurs ayant utilisé la viola all'inglese sont : Giovanni Legrenzi, opus 10 : Sonate per quattro viole ; quelques compositeurs allemands : Albrechtsberger, Weber et Koch.
Le plus ancien spécimen ayant survécu est un des rares du début du XVIIIe siècle, un instrument construit  en 1724 par le facteur Johann Paul Alletsee (1684-1733), de Munich. L'instrument est au sein de la collection du violoncelliste Carel van Leeuwen Boomkamp (1906–2000), aujourd'hui conservé au musée d'Art de La Haye.